# Pierre Lewden
Pierre Lewden est un athlète français, né le 21 février 1901 à Libourne, mort le 30 avril 1989 à Montberthault en Côte-d'Or , spécialiste du saut en hauteur (mais également adepte du saut à la perche et du 110 mètres haies), et ce malgré sa petite taille : 1,67 m pour 64 kg.
Il a inventé et perfectionné la technique du ciseau avec retournement intérieur. 
Il a participé à trois Jeux olympiques en terminant 7e à ceux d'Anvers en 1920 et à ceux d'Amsterdam en 1928 et 3e à ceux de Paris en 1924. Il a été le porte-drapeau de la délégation olympique française en 1928.
Il était licencié au Stade Français et journaliste financier hors des stades.

## Palmarès

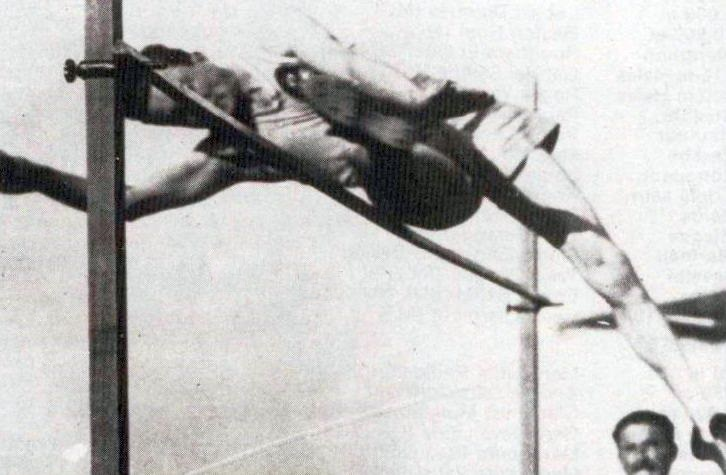
Pierre Lewden en 1925.

- 25 sélections en équipe de France A, de 1920 à 1929
- Co-recordman d'Europe du saut en hauteur en 1925, avec 1,95 m
- Recordman de France du saut en hauteur à 4 reprises, durant 23 années, dont 1,96 m en 1925 pour une durée de 20 ans

- Médaille de bronze du saut en hauteur olympique en 1924 à Colombes, Paris, avec 1,92 m
- Champion de Grande-Bretagne de saut en hauteur en 1922 et 1923
- Champion de Grande-Bretagne de saut à la perche en 1923
- Champion de France de saut en hauteur à 5 reprises en 1920, 1922, 1923, 1924 et 1925
- Finaliste olympique en 1920 et 1928